# Пољска на Светском првенству у атлетици на отвореном 1983.
Пољска је учествовала на 1. Светском првенству у атлетици на отвореном 1983. одржаном у Хелсинкију  од 7. до 14. августа. Пољска је учествовала са 25 учесника (23 мушкарца и 2 жене) у 19 дисциплина.
На овом првенству Пољска је по броју освојених медаља заузела 7. место са 4 освојене медаље (2 златне, 1 сребрна и 1 бронзана). Поред освојених медаља, такмичари Пољске су оборили један национални рекорд и три лична рекорда и остварили један најбољи светски резултат сезоне, три најбоља национална резултата сезоне и девет најбољих личних резултата сезоне. У табели успешности према броју и пласману такмичара који су учествовали у финалним такмичењима (првих 8 такмичара) Пољска је са 9 учесника у финалу делила 9. место са Бугарском са 40 бопдова.
| Плас. | Земља  | 1. место | 2. место | 3. место | 4. место | 5. место | 6. место | 7. место | 8. место | Бр. финал. | Бод. |
| ----- | ------ | -------- | -------- | -------- | -------- | -------- | -------- | -------- | -------- | ---------- | ---- |
| =9.   | Пољска | 2        | 1        | 1        | 1        | 0        | 1        | 0        | 3        | 9          | 40   |

## Учесници
| Дисциплина       | Спортисти                                                             | Спортисти       |
| Дисциплина       | Мушкарци                                                              | Жене            |
| ---------------- | --------------------------------------------------------------------- | --------------- |
| 100 м            | Маријан Вороњин                                                       | -               |
| 200 м            | -                                                                     | Ева Каспжик     |
| 800 м            |                                                                       | Јоланта Јанухта |
| 1.500 м          | Пјотр Курек                                                           | -               |
| Маратон          | Ришард Марчак                                                         |                 |
| 400 м препоне    | Ришард Шпарак                                                         |                 |
| 3.000 м препреке | Кшиштоф Весоловски Богуслав Мамински                                  |                 |
| 50 км ходање     | Богдан Булаковски Богуслав Дуда                                       | -               |
| 4 x 100 м        | Кшиштоф Зволињски Зенон Личнерски Чеслав Пронджињски Маријан Вороњин2 |                 |
| 4 x 400 м        | Ришард Вихровски Ришард Шпарак2 Анджеј Стенпјењ Ришард Подлас         |                 |

| Дисциплина     | Спортисти                                        | Спортисти |
| Дисциплина     | Мушкарци                                         | Жене      |
| -------------- | ------------------------------------------------ | --------- |
| Скок увис      | Јацек Вшола Даријуш Бичиско                      | -         |
| Скок мотком    | Тадеуш Слусарски Владислав Козакјевич            | -         |
| Троскок        | Жђислав Хофман                                   |           |
| Бацање кугле   | Едвард Сарул                                     | -         |
| Бацање кладива | Жђислав Квасни Henryk Królak Mariusz Tomaszewski | -         |
| Десетобој      | Даријуш Лудвиг                                   | —         |

## Освајачи медаља

### Злато (2)
- Жђислав Хофман — Троскок
- Едвард Сарул — Бацање кугле

### Сребро (1)
- Богуслав Мамински — 3.000 м препреке

### Бронза (1)
- Жђислав Квасни — Бацање кладива

## Резултати

### Мушкарци
| Атлетичар                                                             | Дисциплина       | Лични рекорд | Квалификације                     | Квалификације                     | Четвртфинале         | Четвртфинале         | Полуфинале           | Полуфинале           | Финале               | Финале            | Детаљи |
| Атлетичар                                                             | Дисциплина       | Лични рекорд | Резултат                          | Место                             | Резултат             | Место                | Резултат             | Место                | Резултат             | Место             | Детаљи |
| --------------------------------------------------------------------- | ---------------- | ------------ | --------------------------------- | --------------------------------- | -------------------- | -------------------- | -------------------- | -------------------- | -------------------- | ----------------- | ------ |
| Маријан Вороњин                                                       | 100 м            |              | 10,50 ЛР                          | 3. у гр. 4 КВ                     | 10,72                | 7. у чф. 2           | Није се квалификовао | Није се квалификовао | Није се квалификовао | 31 / 65 (67)      |        |
| Пјотр Курек                                                           | 1.500 м          |              | 3:40,96                           | 5. у гр. 2 кв                     |                      |                      | 3:39,54 ЛР           | 20, у пф. 2          | Није се квалификовао | 17 / 40 (42)      |        |
| Ришард Марчак                                                         | маратон          |              |                                   |                                   |                      |                      |                      |                      | 2:13,20 ЛР           | 16. / 63 (81)     |        |
| Ришард Шпарак                                                         | 400 м препоне    |              | 50,09                             | 2. у гр. 5 КВ                     |                      |                      | 49,17 НР             | 3. у пф. 2 КВ        | 49,78                | 8 / 32 (34)       |        |
| Кшиштоф Весоловски                                                    | 3.000 м препреке |              | 8:27,08 ЛР                        | 1. у гр. 2 КВ                     | Није стартовао       | Није стартовао       | Није се квалификовао | Није се квалификовао |                      |                   |        |
| Богуслав Мамински                                                     | 3.000 м препреке |              | 8:22,79                           | 2. у гр. 3 КВ                     | 8:20,81              | 1. у пф. 2           | 8:17,03              |                      |                      |                   |        |
| Богдан Булаковски                                                     | 50. км ходање    | 4:13:20      |                                   |                                   |                      |                      |                      |                      | Није завршио трку    | Није завршио трку |        |
| Богуслав Дуда                                                         | 50. км ходање    |              | Дисквалификован                   | Дисквалификован                   |                      |                      |                      |                      |                      |                   |        |
| Кшиштоф Зволињски Зенон Личнерски Чеслав Пронджињски Маријан Вороњин2 | 4 х 100 м        | 38,33        | 39.41                             | 4. у гр. 3 КВ                     |                      |                      | 39,01                | 3 у пф 1 КВ          | 38,2                 | 6 / 18 (24)       |        |
| Ришард Вихровски Ришард Шпарак2 Анджеј Стенпјењ Ришард Подлас         | 4 х 400 м        |              | 3:07,18                           | 3. у гр. 3 КВ                     | 3:05,51              | 3. у пф. 1 КВ        | Нису завршили трку   | Нису завршили трку   |                      |                   |        |
| Јацек Вшола                                                           | скок увис        | 2,35 НР      | 2,21                              | =10. у гр. Б кв                   |                      |                      |                      |                      | 2,23                 | 13 / 36 (38)      |        |
| Даријуш Бичиско                                                       | скок увис        | 2,28         | 2,15                              | 17. у гр. Б                       | Није се квалификовао | =19 / 36 (38)        |                      |                      |                      |                   |        |
| Тадеуш Слусарски                                                      | скок мотком      | 5,65         |                                   |                                   |                      |                      |                      |                      | 5,55                 | 5 / 20 (27)       |        |
| Владислав Козакјевич                                                  | скок мотком      | 5,78         | 5,40                              | =8 / 20 (27)                      |                      |                      |                      |                      |                      |                   |        |
| Жђислав Хофман                                                        | троскок          |              | 16,72                             | 2. у гр. А КВ                     |                      |                      |                      |                      | 17,42 РСП, ЛР        |                   |        |
| Едвард Сарул                                                          | бацање кугле     | 21,68 НР     | 20,82                             | 1. у гр. Б КВ                     | 21,39 РСП            |                      |                      |                      |                      |                   |        |
| Жђислав Квасни                                                        | Бацање кладива   | 80,18        | 75,78                             | 1. у гр. А                        | 79,42                |                      |                      |                      |                      |                   |        |
| Маријуш Томашевски                                                    | Бацање кладива   |              | 70,62                             | 8. у гр. Б                        | Није се квалификовао | 18. / 29 (33)        |                      |                      |                      |                   |        |
| Хенрик Кролак                                                         | Бацање кладива   |              | Без пласнана нема исправно бацање | Без пласнана нема исправно бацање | Није се квалификовао | Није се квалификовао |                      |                      |                      |                   |        |

Десетобој
| Атлетичар      | Дисциплина | 100 м | Даљ  | Кугла | Вис | 400 м | 110 м пр. | Диск  | Мотка | Копље | 1.500 м | Укупно | Пласман      | Белешка |
| -------------- | ---------- | ----- | ---- | ----- | --- | ----- | --------- | ----- | ----- | ----- | ------- | ------ | ------------ | ------- |
| Даријуш Лудвиг | Резултат   | 11,17 | 7,29 | 13,77 | 2,0 | 49,84 | 15,33     | 43,90 | 4,70  | 62,00 | 4:26,05 | 7.982  | 10 / 18 (25) |         |
| Даријуш Лудвиг | Бодови     |       |      |       |     |       |           |       |       |       |         |        | 10 / 18 (25) |         |

### Жене
| Атлетичарка     | Дисциплина | Лични рекорд | Квалификације | Квалификације | Четвртфинале | Четвртфинале  | Полуфинале | Полуфинале | Финале                | Финале       | Детаљи |
| Атлетичарка     | Дисциплина | Лични рекорд | Резултат      | Место         | Резултат     | Место         | Резултат   | Место      | Резултат              | Место        | Детаљи |
| --------------- | ---------- | ------------ | ------------- | ------------- | ------------ | ------------- | ---------- | ---------- | --------------------- | ------------ | ------ |
| Ева Каспжик     | 200 м      | 7,24         | 23,21         | 2. у гр. 4 КВ | 22,93 ЛР     | 2. у чф. 2 КВ | 23,02      | 4 у пф. 2  | 23,03                 | 8 / 40 (44)  |        |
| Јоланта Јанухта | 800 м      | 1:56,95      | 2:02.58       | 2. у гр. 2    |              |               | 2:01.23    | 5 у пф. 1  | Није се квалификовала | 10 / 23 (26) |        |